# Les Karellis
Les Karellis est une station de ski savoyarde créée en décembre 1975, qui se situe au cœur de la vallée de la Maurienne sur la commune de Montricher-Albanne, dans le département de la Savoie.

## Géographie

### Localisation
La station des Karellis se situe à une altitude entre 1 650 m et 2 495 m.
Avec une situation nord, la station bénéficie d'un bon enneigement avec un microclimat plutôt froid, ce qui lui permet d'être ouverte de décembre à mi-avril avec peu de problèmes d'enneigement.

### Accès à la station
La station se situe au-dessus de Saint-Jean-de-Maurienne, à moins d'une heure de route de Chambéry, à une heure et demie de Grenoble et Annecy et à deux heures de Lyon en empruntant l'autoroute A43. La station est également accessible en train depuis la gare de Saint-Jean-de-Maurienne, des navettes assurant la liaison finale entre la gare et la station.

## Toponymie
L’origine du nom de la station provient du patois montrichelain « carèle ». Lors de la création de la station, le nom « les Karellis » est venu naturellement. La carèle est une herbe lisse et longue qui pousse sur les alpages, sur les versants ensoleillés de la commune. Autrefois, les bergers avaient comme passe-temps de glisser sur ces herbes à l’aide d’une planche ou d’un manteau.

## Histoire

Ancien logo.

C'est en 1955, à la suite du dépeuplement des zones de montagnes et du déclin de l'activité agricole, que l'idée de créer une station a commencé à germer. Le fondateur de la station, Pierre Lainé, a séduit le conseil municipal présidé par le maire de l’époque Aimé Pasquier grâce à sa conception unique de montage, basée sur le tourisme associatif, qui a permis à la commune de ne pas avoir à assurer d'investissement (puisque ce sont des associations qui ont investi).
Les communes Montricher et Albanne ont fusionné en 1970 pour permettre à la commune d'Albanne de s'associer au projet. Les travaux ont débuté en 1973 et la station s'est ouverte au public en 1976.

## La station

### Promotion et positionnement
La station a obtenu plusieurs labels « Famille Plus Montagne » ; « Site nordique » et « Nouvelles glisses ».

### La station
La station se différencie des stations "traditionnelles" par le caractère associatif de celle-ci : tous les terrains appartiennent à la commune et les investisseurs ne sont que des associations. Ainsi, on y trouve 7 villages de vacances : 6 en pension complète et 1 en gîte, gérés par des associations.
L'offre en hébergement est atypique, la station propose quasi uniquement des formules en pension complète. Cette différenciation permet à la station de proposer des tarifs attractifs.

### Hébergement
En 2014, la capacité d'accueil de la station, estimée par l'organisme Savoie Mont Blanc, est de 4 099 lits touristiques répartis dans 305 établissements. Les hébergements se répartissent comme suit : 5 meublés ; 2 hôtels ; 7 centres ou villages de vacances/auberges de jeunesse. Les 7 centres de vacances sont: Azureva (160 chambres), Village Club du Soleil (210 chambres), Les Gîtes (57 gîtes), Odésia (85 chambres), Les Carlines (130 chambres), Arc en Ciel (130 chambres) et Les Balcons de Maurienne (172 chambres).

### Restaurants, commerces et services
La station dispose de plusieurs magasins (la Vordache, le Panier Savoyard, la supérette Sherpa), de plusieurs restaurants (le Mélèze, le Vinouva, le Karel'Crok), d'une location de ski ainsi que d'un office de tourisme et d'une Ecole du Ski Français (ESF).

## Domaine skiable et gestion

### Le domaine
Le domaine des Karellis possède 16 remontées mécaniques. Elle compte 60 km, sur 950 m de dénivelée de pistes de ski alpin, ainsi que 30 km de pistes de ski de fond et de 10 km  d'itinéraires piétons et raquettes. Il y a 29 pistes de ski alpin : 6 pistes vertes (les Copies, le Lac, la Ponsonnière, les Près, les Gentianes, les Loix), 7 pistes bleues (les Granges, la Somma, le Vinouve, les Arpons, les Mottes, le Guetton et la Tallière, ouverte pour la saison 2023-2024), 12 pistes rouges (le Vé, les Mottes Rouges, Pramol , la Combe de la Rama, la Combe des Chamois, la Rama, le Stade, les Achères, les Embrunes, les Fontagnoux, les Vordaches et les Gentianes dans sa partie supérieure) et 4 pistes noires (les Enfers, les Bachaches, la Cote des Agneaux, les Crêtes). Il y a également un Jardin d'Enfants, un snowpark, un boardercross et une piste de luge.
80 % du domaine skiable se situe au-dessus de 2 000 m.

### Les remontées mécaniques

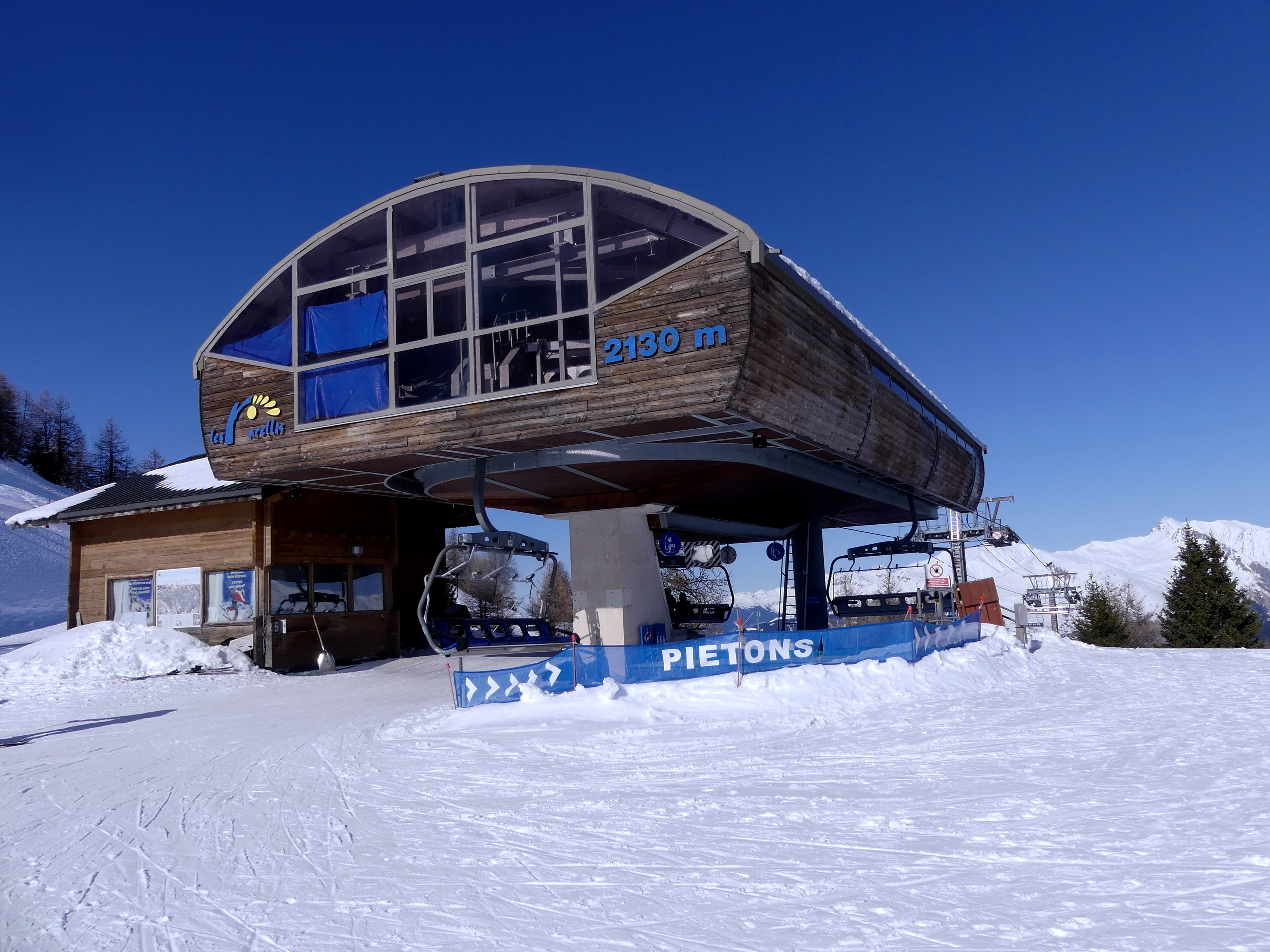
Arrivée du télésiège Vinouve.

La station dispose de 9 téléskis (Albanne, La Plagne, Cassemassion, Tête d'Albiez 1, Tête d'Albiez 2, les Loix, les Près 1, les Près 2, les Faysses), 4 télésièges fixes (les Chaudannes, les Fontagnoux, Les Granges et les Arpons), 2 télésièges débrayables (Plan du Four et Vinouve) et d'un télécorde (ou fil neige).
En novembre 2006, la station a inauguré le tout premier télésiège "chauffant" construit dans les stations françaises. Ce nouveau télésiège de six places débrayable, appelé télésiège de Vinouve, permet de transporter en six minutes les skieurs vers les pentes du secteur Albanne. Sa capacité est de 2 000 personnes/heure et son arrivée est située au Bec de l'Aigle. Le tracé de cette remontée est nouveau, et il évite aux skieurs d'emprunter le télésiège débrayable du Plan du Four ou le télésiège des Chaudannes pour se rendre sur le "secteur Albanne".

### Gestion
La station est aujourd'hui gérée par le CSK, le Conseiller Supérieur des Karellis. Ce conseil regroupe d'un côté Arc en Ciel, Azurèva, Les Balcons de Maurienne, Les Carlines et Renouveau (les centres de vacances) et de l'autre côté la commune. Contrairement aux centres de vacances, la commune dispose d'un droit de véto. D'autres services font également partie du CSK: l'ESF, l'Office de tourisme et les remontées mécaniques. Les commerces sont quant à eux organisés en coopérative. Il s'agit d'une gestion atypique et unique.
Renouveau, le premier bâtiment, a été construit par la commune et concédé pour 30 ans. C'est le seul centre de vacances qui n'est pas propriétaire de ses bâtiments. La commune touche 3 % des recettes sur le chiffre d'affaires de la station.

## Activités
L'été, la station est ouverte pendant les mois de juillet et août et propose diverses activités, gérées par la station et l'office de tourisme : balades à VTT, tir à l'arc, piscine chauffée, parcours acrobatiques forestiers, équitation, mini ferme, escalade, tennis, mini-golf, roller, randonnées pédestres, balade et randonnée à gyropode, atelier de musique...

## Sources